# Hostinský pivovar Moritz
Minipivovar Moritz byl založen v roce 2006 a dodává pivo do stejnojmenného hostince v Olomouci. Pojmenován byl na počest Moritze Fischera, olomouckého podnikatele ve stavebnictví.
Restaurace je nekuřácká a připravuje jídla haličské (např. polský baršč), židovské (šoulet, cimes) a české kuchyně. V letních měsících funguje i zahrádka přes ulici, kde probíhají i občasné koncerty.
V roce 2007 byl v průvodci Good Beer Guide Prague and the Czech Republic, publikovaném britskou CAMRA (Campaign for Real Ale), zařazen mezi 10 nejlepších českých pivovarů.

## Produkty pivovaru
Nepasterizované a nefiltrované pivo:
- Moritz 10°
- Moritz 11°(polotmavé)
- Moritz 12°
- Maisel polotmavý ležák 11°

Speciality:
- Šoulet z husičky pro dvě osoby
- Halíčský Baršč
- Moritzův špíz z kuřecího masa (šašlik)